# HD 220369
HD 220369，又名BD+59 2710，SAO 35361、HR 8894，是一颗恒星，视星等为5.56，位于銀經112.07，銀緯-0.85，其B1900.0坐标为赤經23h 18m 4.7s，赤緯+59° -0.85′ 6″。